# Huổi Một
Huổi Một là một xã thuộc huyện Sông Mã, tỉnh Sơn La, Việt Nam.
Xã Huổi Một có diện tích 140,68 km², dân số năm 1999 là 4.268 người, mật độ dân số đạt 30 người/km².